# Ломоносовский район (Ленинградская область)

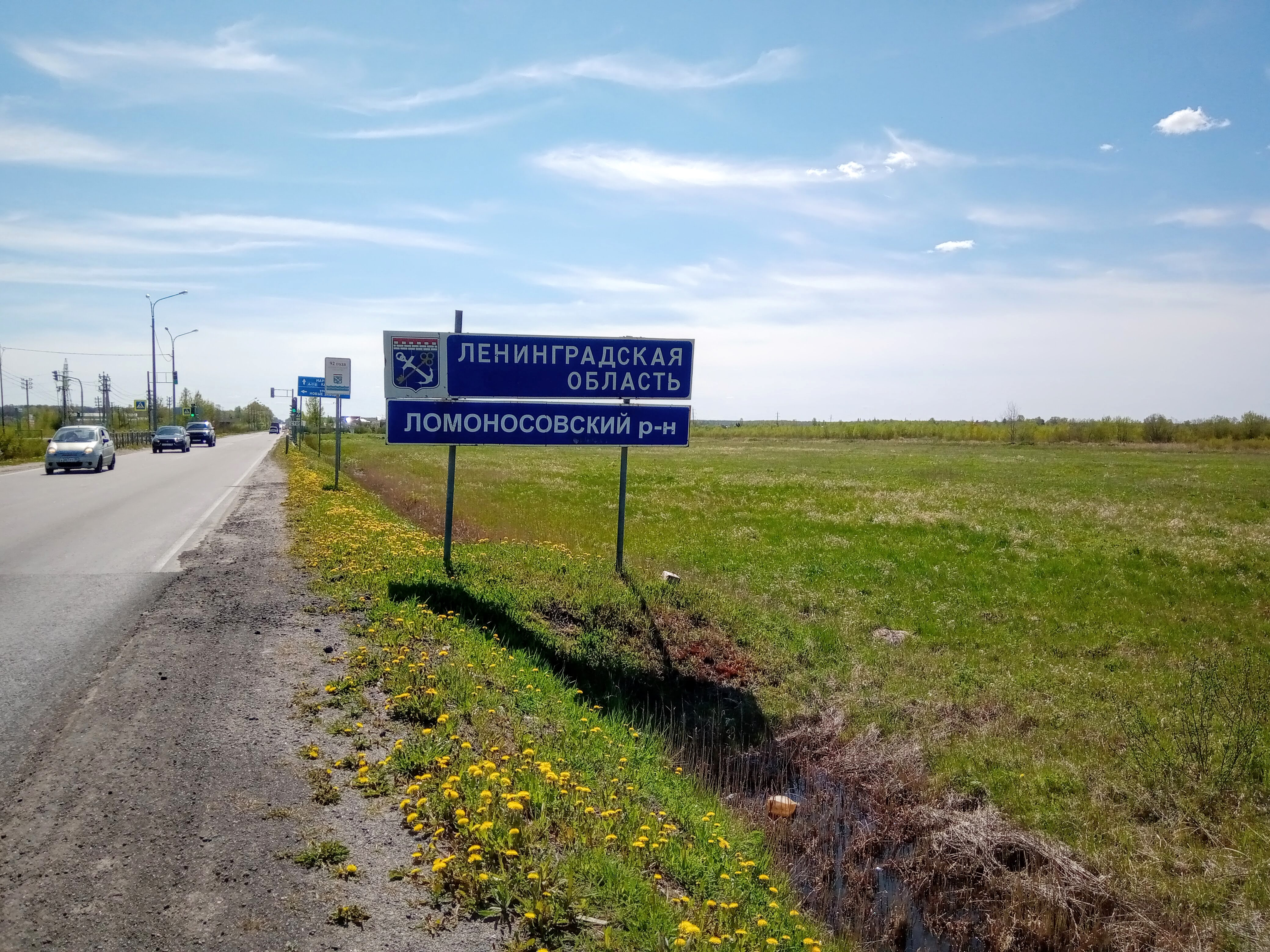
Въезд в Ломоносовский район со стороны Нового Петергофа

Ломоно́совский муниципа́льный райо́н — муниципальное образование в западной части Ленинградской области.
Единственное муниципальное образование в Ленинградской области, место нахождения органов местного самоуправления которого находится на территории другого субъекта Российской Федерации — во внутригородском муниципальном образовании Санкт-Петербурга Ломоносове.

## География
Граничит:
- на востоке — с городом федерального значения Санкт-Петербургом;
- на юго-востоке — с Гатчинским муниципальным округом;
- на юге — с Волосовским муниципальным районом;
- на юго-западе — с Кингисеппским муниципальным районом;
- на северо-западе — с Сосновоборским городским округом.

С северо-запада территория района омывается водами Финского залива.
Площадь района — 1919,1 км², что составляет 2,69 % территории области. По этому показателю он занимает предпоследнее место в области (меньше только Сосновоборский городской округ).
Расстояние от административного центра района до центра Санкт-Петербурга — 40 км.

## История
1 августа 1927 года в составе Ленинградского округа Ленинградской области образован Ораниенбаумский район. В него вошли город Ораниенбаум и 33 сельсовета упразднённого Троцкого уезда Ленинградской губернии. Из Ораниенбаумской волости 12 сельсоветов: Бибигонский, Бронинский, Венковский, Дубковский, Илликовский, Ковашевский, Лебяжский, Мартышкинский, Рапполовский, Старо-Калищиенский, Шепелевский, Шишкинский; из Гостилицкой волости 11 сельсоветов: Верхний, Гостилицкий, Дятлицкий, Забородский, Заостровский, Мишеловский, Модолицкий, Нижний, Пороженский, Саволыцинский, Центральный; из Ропшинской волости 3 сельсовета: Витинский, Жабинский, Низковицкий; из Копорской волости 7 сельсоветов: Ананьинский, Глобицкий, Гостиловский, Заозерский, Ивановский, Копорский, Пограничный.
В районе проживали 43 216 человек, в том числе в сельской местности — 34 833 чел., из них:
- русские — 21 342 чел.
- финны — 6474 чел.
- эстонцы — 2150 чел.
- ижора — 4440 чел.[7]

В ноябре 1928 года в результате укрупнения были ликвидированы 11 сельсоветов, вновь образован Ломаховский сельсовет. В 1930 году в связи с ликвидацией округов Ораниенбаумский район вошёл непосредственно в область. 20 января 1931 года Витинский и Жабинский сельсоветы были переданы в Красногвардейский район. В феврале 1931 года три сельсовета — Бабигонский, Венковский, Илликовский были преобразованы в национальные финские сельсоветы. 20 августа 1935 года дачный поселок Мартышкино включен в черту города Ораниенбаума, в связи с чем Мартышкинский сельсовет был ликвидирован. 27 августа 1939 года к категории рабочих поселков было отнесено селение Большая Ижора. 19 сентября 1939 года город Ораниенбаум преобразован в самостоятельную административно-хозяйственную единицу с непосредственным подчинением его городского Совета Ленинградскому областному Совету. В 1939 году национальные финские сельсоветы Бибигонский, Венковский, Илликовский были преобразованы в обычные сельсоветы.
В годы Великой Отечественной войны южная часть территории района была оккупирована, незанятая северная часть составляла Ораниенбаумский плацдарм.
23 февраля 1948 года район переименован в Ломоносовский. 30 октября 1950 года из учётных данных были исключены Глобицкий, Илликовский, Мишеловский, Нижний, Пограничный сельсоветы, не восстановленные после окончания войны и не существовавшие фактически. 16 июня 1954 года в связи с укрупнением были упразднены Венковский, Забородский, Ломаховский сельсоветы. 14 декабря 1955 года к Ломоносовскому району был присоединен Красносельский район в составе города Красное Село, рабочего посёлка Можайский и 9 сельсоветов: Витинский, Горский, Заводской, Кипенский, Пановский, Ропшинский, Русско-Высоцкий, Финно-Высоцкий, Шунгоровский. 10 декабря 1958 года был зарегистрирован и отнесен к категории рабочих поселков новый населенный пункт Сосновый Бор. 20 марта 1959 года был ликвидирован Финско-Высоцкий сельсовет. 25 апреля 1960 года в состав Кипенского сельсовета включён Витинский, в состав Гостилицкого — упразднённые Дятлицкий, Заостровский сельсоветы, были объединены Верхний и Центральный сельсоветы в Лопухинский, Ковашевский и Калищенский — в Устьинский. 30 октября 1961 года пос. Горелово был отнесен к категории рабочих посёлков, к посёлку были присоединены деревни Константиново и Сосновка, а Гореловский (бывший Пановский) сельсовет ликвидирован.
1 февраля 1963 года Ломоносовский район был ликвидирован, все 14 сельсоветов района были переданы в состав Гатчинского сельского района, город Красное Село был отнесен к категории городов областного подчинения. При этом районный Совет депутатов трудящихся района был передан в подчинение Ленинградскому областному (сельскому) Совету депутатов трудящихся, а городской Совет депутатов трудящихся города Ломоносов был передан в подчинение Ленинградскому областному (промышленному) Совету депутатов трудящихся.
12 января 1965 года вновь был образован Ломоносовский район. Районный совет в Ломоносовском районе образован не был, а поселковые и сельские советы были подчинены Ломоносовскому городскому совету. В состав вновь образованного Ломоносовского района вошли рабочие поселки Большая Ижора и Сосновый Бор и 13 сельсоветов из Гатчинского сельского района: Бабигонский, Броннинский, Горский, Гостилицкий, Заводской, Кипенский, Копорский, Лебяжский, Лопухинский, Ропшинский, Русско-Высоцкий, Устьинский, Шунгоровский.
22 ноября 1966 года село Лебяжье было отнесено к категории рабочих поселков, ликвидирован Лебяжский сельсовет. 19 апреля 1973 года Сосновый Бор получил статус города областного подчинения и вышел из состава района. 12 ноября 1974 упразднён Устьинский сельсовет, большинство населённых пунктов вошли в состав города Сосновый Бор. В апреле 1978 года город Ломоносов передан в административное подчинение Петродворцового районного Совета города Ленинграда. Ломоносовский городской Совет народных депутатов преобразован в Ломоносовский районный Совет. По данным 1990 года в составе района было 13 сельсоветов, в том числе вновь образованные Оржицкий и Шепелевский. 18 января 1994 года постановлением главы администрации Ленинградской области № 10 «Об изменениях административно-территориального устройства районов Ленинградской области» изменено название административно-территориальной единицы «сельсовет» на исторически традиционное наименование административно-территориальной единицы России «волость», таким образом в составе района организовано 13 волостей.
17 апреля 1996 года после принятия областного закона № 9-ОЗ «Об административно-территориальном устройстве Ленинградской области» Ломоносовский район получил статус муниципального образования.
С 1 января 2006 года в соответствии с областным законом № 117-оз от 24 декабря 2004 года «Об установлении границ и наделении соответствующим статусом муниципального образования Ломоносовский муниципальный район и муниципальных образований в его составе» в составе района образованы 2 городских и 13 сельских поселений.
С 1 января 2017 года в соответствии с областными законами Ленинградской области от 29 декабря 2016 года № 113-оз и № 116-оз Виллозское и Аннинское сельские поселения преобразованы в городские поселения.

## Население
| 1933    | 1939    | 1959    | 1970    | 1979    | 1989    | 2002    | 2006    | 2009    |
| ------- | ------- | ------- | ------- | ------- | ------- | ------- | ------- | ------- |
| 47 600  | ↗51 354 | ↗68 620 | ↘66 817 | ↘56 352 | ↗66 104 | ↘65 297 | ↘64 400 | ↗64 697 |
| 2010    | 2011    | 2012    | 2013    | 2014    | 2015    | 2016    | 2017    | 2018    |
| ↗70 347 | ↗70 551 | ↘70 298 | ↘69 939 | ↗69 989 | ↘69 333 | ↗69 640 | ↗69 861 | ↗71 850 |
| 2019    | 2020    | 2021    | 2023    | 2024    | 2025    |         |         |         |
| ↗73 475 | ↗76 786 | ↗79 079 | ↗85 329 | ↗90 576 | ↗94 126 |         |         |         |

1959 год — включая город Красное Село (16 286 чел.), 1970 год — включая пгт Сосновый Бор (14 035 чел.)

### Урбанизация
В городских условиях (городские посёлки Большая Ижора, Виллози, Лебяжье и Новоселье) проживают 23,89 % населения района.

### Национальный состав
Подавляющее большинство населения после 1943 г. — русские. Коренное население — ижора, ингерманландцы — практически исчезли в результате сталинских репрессий и выселений.
По итогам переписи населения 2020 года проживали следующие национальности (национальности менее 0,1 % и другое, см. в сноске к строке «Другие»):
| Национальность | Численность, чел. | Доля     |
| -------------- | ----------------- | -------- |
| Русские        | 64 437            | 81,48 %  |
| Украинцы       | 482               | 0,61 %   |
| Татары         | 317               | 0,40 %   |
| Узбеки         | 307               | 0,39 %   |
| Армяне         | 270               | 0,34 %   |
| Таджики        | 254               | 0,32 %   |
| Белорусы       | 250               | 0,32 %   |
| Азербайджанцы  | 152               | 0,19 %   |
| Молдаване      | 85                | 0,11 %   |
| Финны          | 83                | 0,10 %   |
| Другие         | 12 442            | 15,74 %  |
| Итого          | 79 079            | 100,00 % |

## Муниципально-территориальное устройство
Ломоносовский муниципальный район как административно-территориальная единица делится на 15 поселений, как муниципальное образование — включает 15 муниципальных образований нижнего уровня, в том числе 4 городских поселения и 11 сельских поселений.
| №  | Поселение                          | Административный центр          | Количество населённых пунктов | Население (чел.) | Площадь (км²) |
| -- | ---------------------------------- | ------------------------------- | ----------------------------- | ---------------- | ------------- |
| 1  | Аннинское городское поселение      | городской посёлок Новоселье     | 14                            | ↗20 443          | 60,54         |
| 2  | Большеижорское городское поселение | городской посёлок Большая Ижора | 1                             | ↘2516            | 18,45         |
| 3  | Виллозское городское поселение     | городской посёлок Виллози       | 14                            | ↗13 511          | 123,80        |
| 4  | Лебяженское городское поселение    | городской посёлок Лебяжье       | 10                            | ↗6382            | 326,05        |
| 5  | Горбунковское сельское поселение   | деревня Горбунки                | 8                             | ↘8479            | 33,05         |
| 6  | Гостилицкое сельское поселение     | деревня Гостилицы               | 7                             | ↗5144            | 137,50        |
| 7  | Кипенское сельское поселение       | деревня Кипень                  | 11                            | ↗6424            | 94,46         |
| 8  | Копорское сельское поселение       | село Копорье                    | 17                            | ↘2377            | 312,07        |
| 9  | Лаголовское сельское поселение     | деревня Лаголово                | 3                             | ↗3680            | 18,21         |
| 10 | Лопухинское сельское поселение     | деревня Лопухинка               | 13                            | ↗3100            | 265,50        |
| 11 | Низинское сельское поселение       | деревня Низино                  | 10                            | ↗5298            | 88,98         |
| 12 | Оржицкое сельское поселение        | деревня Оржицы                  | 6                             | ↗3293            | 63,96         |
| 13 | Пениковское сельское поселение     | деревня Пеники                  | 19                            | ↗3428            | 273,02        |
| 14 | Ропшинское сельское поселение      | посёлок Ропша                   | 9                             | ↗4703            | 84,52         |
| 15 | Русско-Высоцкое сельское поселение | село Русско-Высоцкое            | 2                             | ↘5348            | 19,06         |

1 января 2006 года в Ломоносовском муниципальном районе сперва было образовано 2 городских поселения и 13 сельских поселений. В связи изменением категорий населенных пунктов деревни Виллози и посёлка Новоселье, ставшие городскими посёлками 1 января 2017 года, соответствующие Виллозское и Аннинское сельские поселения были преобразованы в Виллозское и Аннинское городские поселения, а центр последнего был перенесён из посёлка Аннино в городской посёлок Новоселье.

### Населённые пункты
В Ломоносовском районе 144 населённых пункта.
| №   | Населённый пункт       | Тип                  | Население | Муниципальное образование          |
| --- | ---------------------- | -------------------- | --------- | ---------------------------------- |
| 1   | Алакюля                | деревня              | ↘24       | Аннинское сельское поселение       |
| 2   | Ананьино               | деревня              | ↘4        | Копорское сельское поселение       |
| 3   | Аннино                 | посёлок              | ↗4033     | Аннинское сельское поселение       |
| 4   | Аропаккузи             | деревня              | →44       | Виллозское городское поселение     |
| 5   | Большая Ижора          | городской посёлок    | ↘2516     | Большеижорское городское поселение |
| 6   | Большие Горки          | деревня              | ↗130      | Ропшинское сельское поселение      |
| 7   | Большие Томики         | деревня              | ↗114      | Аннинское сельское поселение       |
| 8   | Большое Забородье      | деревня              | ↘21       | Оржицкое сельское поселение        |
| 9   | Большое Коновалово     | деревня              | ↗61       | Пениковское сельское поселение     |
| 10  | Бронна                 | посёлок              | ↗69       | Пениковское сельское поселение     |
| 11  | Вариксолово            | деревня              | →63       | Виллозское городское поселение     |
| 12  | Велигонты              | деревня              | ↗115      | Горбунковское сельское поселение   |
| 13  | Верхние Венки          | деревня              | ↗18       | Пениковское сельское поселение     |
| 14  | Верхние Рудицы         | деревня              | ↘69       | Лопухинское сельское поселение     |
| 15  | Верхняя Бронна         | деревня              | ↗196      | Пениковское сельское поселение     |
| 16  | Верхняя Колония        | деревня              | ↗84       | Горбунковское сельское поселение   |
| 17  | Виллози                | городской посёлок    | ↗3044     | Виллозское городское поселение     |
| 18  | Вильповицы             | деревня              | ↘132      | Оржицкое сельское поселение        |
| 19  | Витино                 | деревня              | ↗266      | Кипенское сельское поселение       |
| 20  | Владимировка           | деревня              | ↗90       | Низинское сельское поселение       |
| 21  | Волковицы              | деревня              | →114      | Кипенское сельское поселение       |
| 22  | Воронино               | деревня              | ↘23       | Лопухинское сельское поселение     |
| 23  | Воронкино              | деревня              | ↘7        | Копорское сельское поселение       |
| 24  | Глобицы                | деревня              | ↘706      | Лопухинское сельское поселение     |
| 25  | Глухово                | деревня              | ↗94       | Кипенское сельское поселение       |
| 26  | Глухово                | посёлок              | ↗252      | Кипенское сельское поселение       |
| 27  | Глядино                | деревня              | ↗112      | Ропшинское сельское поселение      |
| 28  | Гора-Валдай            | деревня              | ↗417      | Лебяженское городское поселение    |
| 29  | Горбунки               | деревня              | ↘6557     | Горбунковское сельское поселение   |
| 30  | Горки                  | деревня              | ↗124      | Лопухинское сельское поселение     |
| 31  | Гостилицы              | деревня              | ↗4015     | Гостилицкое сельское поселение     |
| 32  | Дом Отдыха «Волковицы» | посёлок              | ↘14       | Кипенское сельское поселение       |
| 33  | Дубки                  | деревня              | ↘53       | Пениковское сельское поселение     |
| 34  | Дубочки                | посёлок ж.д. станции | →0        | Пениковское сельское поселение     |
| 35  | Дятлицы                | деревня              | ↘134      | Гостилицкое сельское поселение     |
| 36  | Жилгородок             | посёлок              | ↘721      | Низинское сельское поселение       |
| 37  | Заостровье             | деревня              | ↘91       | Лопухинское сельское поселение     |
| 38  | Заринское              | деревня              | ↘4        | Копорское сельское поселение       |
| 39  | Зрекино                | деревня              | ↘8        | Гостилицкое сельское поселение     |
| 40  | Ивановское             | деревня              | ↘17       | Копорское сельское поселение       |
| 41  | Извара                 | деревня              | ↘3        | Лопухинское сельское поселение     |
| 42  | Ильино                 | деревня              | ↘0        | Оржицкое сельское поселение        |
| 43  | Иннолово               | деревня              | ↗302      | Аннинское сельское поселение       |
| 44  | Ирогощи                | деревня              | ↘3        | Копорское сельское поселение       |
| 45  | Кабацкое               | деревня              | ↗12       | Пениковское сельское поселение     |
| 46  | Кавелахта              | деревня              | ↘77       | Виллозское городское поселение     |
| 47  | Кандикюля              | деревня              | ↘9        | Лебяженское городское поселение    |
| 48  | Капорское              | деревня              | ↘81       | Аннинское сельское поселение       |
| 49  | Карвала                | деревня              | ↘14       | Виллозское городское поселение     |
| 50  | Келози                 | деревня              | ↘1126     | Кипенское сельское поселение       |
| 51  | Кемпелево              | деревня              | ↘24       | Аннинское сельское поселение       |
| 52  | Кербуково              | деревня              | ↘3        | Копорское сельское поселение       |
| 53  | Кипень                 | деревня              | ↗3477     | Кипенское сельское поселение       |
| 54  | Климотино              | деревня              | ↘4        | Копорское сельское поселение       |
| 55  | Клясино                | деревня              | ↘11       | Гостилицкое сельское поселение     |
| 56  | Князево                | деревня              | ↘48       | Низинское сельское поселение       |
| 57  | Коваши                 | деревня              | ↘125      | Лебяженское городское поселение    |
| 58  | Копорье                | посёлок ж.д. станции | ↘48       | Копорское сельское поселение       |
| 59  | Копорье                | село                 | ↘1603     | Копорское сельское поселение       |
| 60  | Коцелово               | деревня              | ↗77       | Ропшинское сельское поселение      |
| 61  | Красный Бор            | деревня              | ↗217      | Гостилицкое сельское поселение     |
| 62  | Кузнецы                | деревня              | ↗30       | Пениковское сельское поселение     |
| 63  | Куккузи                | деревня              | →18       | Пениковское сельское поселение     |
| 64  | Кукушкино              | деревня              | ↗14       | Пениковское сельское поселение     |
| 65  | Куттузи                | деревня              | ↗85       | Аннинское сельское поселение       |
| 66  | Лаголово               | деревня              | ↘3118     | Лаголовское сельское поселение     |
| 67  | Лангерево              | деревня              | ↗83       | Пениковское сельское поселение     |
| 68  | Лебяжье                | городской посёлок    | ↗5217     | Лебяженское городское поселение    |
| 69  | Лесопитомник           | деревня              | ↘166      | Аннинское сельское поселение       |
| 70  | Лимузи                 | деревня              | ↘14       | Пениковское сельское поселение     |
| 71  | Ломаха                 | деревня              | ↘53       | Копорское сельское поселение       |
| 72  | Лопухинка              | деревня              | ↗1896     | Лопухинское сельское поселение     |
| 73  | Маклаково              | деревня              | ↘2        | Копорское сельское поселение       |
| 74  | Малая Ижора            | деревня              | ↘104      | Пениковское сельское поселение     |
| 75  | Малое Забородье        | деревня              | →67       | Оржицкое сельское поселение        |
| 76  | Малое Карлино          | деревня              | ↘1870     | Виллозское городское поселение     |
| 77  | Малое Коновалово       | деревня              | ↗86       | Пениковское сельское поселение     |
| 78  | Малые Горки            | деревня              | ↗132      | Ропшинское сельское поселение      |
| 79  | Марьино                | деревня              | ↘100      | Низинское сельское поселение       |
| 80  | Михайловка             | деревня              | ↗123      | Лаголовское сельское поселение     |
| 81  | Михайловская           | деревня              | ↘159      | Ропшинское сельское поселение      |
| 82  | Мурилово               | деревня              | ↗22       | Виллозское городское поселение     |
| 83  | Мустово                | деревня              | ↘35       | Копорское сельское поселение       |
| 84  | Муховицы               | деревня              | ↘55       | Лопухинское сельское поселение     |
| 85  | Мухоловка              | деревня              | ↘60       | Лаголовское сельское поселение     |
| 86  | Мюреля                 | деревня              | ↘1        | Виллозское городское поселение     |
| 87  | Нижняя Бронна          | деревня              | ↗75       | Пениковское сельское поселение     |
| 88  | Нижняя Кипень          | деревня              | ↗55       | Ропшинское сельское поселение      |
| 89  | Низино                 | деревня              | ↗2475     | Низинское сельское поселение       |
| 90  | Никольское             | деревня              | →0        | Лопухинское сельское поселение     |
| 91  | Новая Буря             | деревня              | ↗35       | Лопухинское сельское поселение     |
| 92  | Новогорелово           | посёлок              | ↗3658     | Виллозское городское поселение     |
| 93  | Новое Калище           | деревня              | ↗35       | Лебяженское городское поселение    |
| 94  | Новополье              | деревня              | ↗108      | Горбунковское сельское поселение   |
| 95  | Новосёлки              | деревня              | →0        | Копорское сельское поселение       |
| 96  | Новоселье              | городской посёлок    | ↗11 711   | Аннинское сельское поселение       |
| 97  | Новый Бор              | деревня              | ↗11       | Гостилицкое сельское поселение     |
| 98  | Олики                  | деревня              | ↗91       | Ропшинское сельское поселение      |
| 99  | Ольгино                | деревня              | ↗91       | Низинское сельское поселение       |
| 100 | Оржицы                 | деревня              | ↘2735     | Оржицкое сельское поселение        |
| 101 | Пеники                 | деревня              | ↗1504     | Пениковское сельское поселение     |
| 102 | Перекюля               | деревня              | →41       | Виллозское городское поселение     |
| 103 | Пески                  | деревня              | ↘159      | Аннинское сельское поселение       |
| 104 | Петровское             | деревня              | ↘147      | Оржицкое сельское поселение        |
| 105 | Пигелево               | деревня              | ↘25       | Аннинское сельское поселение       |
| 106 | Пикколово              | деревня              | ↗204      | Виллозское городское поселение     |
| 107 | Подмошье               | деревня              | ↘21       | Копорское сельское поселение       |
| 108 | Подозванье             | деревня              | ↘32       | Копорское сельское поселение       |
| 109 | Пулково                | деревня              | ↗1        | Лебяженское городское поселение    |
| 110 | Разбегаево             | деревня              | ↗1644     | Горбунковское сельское поселение   |
| 111 | Райкузи                | деревня              | ↘228      | Горбунковское сельское поселение   |
| 112 | Рапполово              | деревня              | ↘0        | Аннинское сельское поселение       |
| 113 | Рассколово             | деревня              | ↗119      | Виллозское городское поселение     |
| 114 | Ретселя                | деревня              | ↘191      | Виллозское городское поселение     |
| 115 | Ропша                  | посёлок              | ↘802      | Ропшинское сельское поселение      |
| 116 | Русско-Высоцкое        | село                 | ↗4937     | Русско-Высоцкое сельское поселение |
| 117 | Рюмки                  | деревня              | ↘50       | Аннинское сельское поселение       |
| 118 | Савольщина             | деревня              | ↘11       | Лопухинское сельское поселение     |
| 119 | Саксолово              | деревня              | ↗8        | Виллозское городское поселение     |
| 120 | Санино                 | деревня              | ↗212      | Низинское сельское поселение       |
| 121 | Сашино                 | деревня              | ↗95       | Низинское сельское поселение       |
| 122 | Систо-Палкино          | деревня              | ↘43       | Копорское сельское поселение       |
| 123 | Сойкино                | деревня              | ↗208      | Пениковское сельское поселение     |
| 124 | Средняя Колония        | деревня              | ↘61       | Горбунковское сельское поселение   |
| 125 | Старые Заводы          | деревня              | ↘47       | Горбунковское сельское поселение   |
| 126 | Старые Мёдуши          | деревня              | ↘35       | Лопухинское сельское поселение     |
| 127 | Старый Бор             | деревня              | ↘19       | Гостилицкое сельское поселение     |
| 128 | Сюрье                  | деревня              | ↗3        | Лебяженское городское поселение    |
| 129 | Таменгонт              | деревня              | ↘12       | Пениковское сельское поселение     |
| 130 | Телези                 | деревня              | ↘231      | Русско-Высоцкое сельское поселение |
| 131 | Тиммолово              | деревня              | ↗34       | Аннинское сельское поселение       |
| 132 | Троицкая Гора          | посёлок              |           | Низинское сельское поселение       |
| 133 | Трудовик               | деревня              | ↗58       | Кипенское сельское поселение       |
| 134 | Узигонты               | деревня              | ↗157      | Низинское сельское поселение       |
| 135 | Ускуля                 | деревня              | ↘26       | Пениковское сельское поселение     |
| 136 | Флоревицы              | деревня              | ↘4        | Лопухинское сельское поселение     |
| 137 | Форт Красная Горка     | посёлок              | ↗400      | Лебяженское городское поселение    |
| 138 | Черемыкино             | деревня              | ↗110      | Кипенское сельское поселение       |
| 139 | Черемыкинская Школа    | посёлок              | ↘7        | Кипенское сельское поселение       |
| 140 | Чёрная Лахта           | деревня              | ↘22       | Лебяженское городское поселение    |
| 141 | Шепелёво               | деревня              | ↗300      | Лебяженское городское поселение    |
| 142 | Широково               | деревня              | ↘20       | Копорское сельское поселение       |
| 143 | Шундорово              | деревня              | ↘42       | Кипенское сельское поселение       |
| 144 | Яльгелево              | деревня              | ↗1876     | Ропшинское сельское поселение      |

1 мая 2021 года в составе Низинского сельского поселения появился новый населённый пункт — посёлок Троицкая Гора, образованный распоряжением правительства РФ 11 ноября 2020 года.

## Транспорт
По территории района проходят автодороги:
- А118 (Кольцевая автомобильная дорога вокруг Санкт-Петербурга)
- А120 (Санкт-Петербургское южное полукольцо)
- А180 «Нарва» (E 20) (Санкт-Петербург — Ивангород — граница с Эстонией)
- 41А-007 (Санкт-Петербург — Ручьи)
- 41К-008 (Петродворец — Криково)
- 41К-010 (Красное Село — Павловск)
- 41К-011 (Стрельна — Гатчина)
- 41К-014 (Волосово — Керново)
- 41К-015 (Анташи — Красное Село)
- 41К-018 (Копорье — Ручьи)
- 41К-023 (Старые Низковицы — Кипень)
- 41К-026 (Лопухинка — Шёлково)
- 41К-135 (подъезд к Красносельскому району от автодороги «Псков»)
- 41К-137 (Форт Красная Горка — Сосновый Бор)
- 41К-138 (Ропша — Марьино)
- 41К-139 (Аннино — Разбегаево)
- 41К-140 (Стрельна — Яльгелево)
- 41К-245 (Сойкино — Малая Ижора)
- 41К-246 (Петровское — Гостилицы)
- 41К-247 (Новый Петергоф — Сашино)
- 41К-274 (Ропша — Оржицы)
- 41К-275 (подъезд к птицефабрике «Русско-Высоцкое»)
- 41К-623 (Марьино — Сашино)
- 41К-625 (Большая Ижора — Пеники)
- 41К-628 (подъезд к дер. Муховицы)
- 41К-630 (подъезд к дер. Телези)
- 41К-631 (Подъезд к птицефабрике «Русско-Высоцкая»)
- 41К-632 (Виллози — Аропаккузи)
- 41К-637 (подъезд к дер. Ретселя)
- Волхонское шоссе
- Ропшинское шоссе

## Достопримечательности
1. Дюны и пляжи южного побережья Финского залива.
2. Памятник военно-оборонительного зодчества — крепость «Копорье».
3. Руины Преображенского собора.
4. Дворцово-парковый ансамбль «Ропша»
5. Владимирская церковь XVII век.
6. Покровская церковь XVIII век.
7. Церковь святого Николая Мирликийского Чудотворца в стиле модерна (1912 года).
8. Церковь Троицы Живоначальной в Гора-Валдае (1899 год)
9. Церковь Троицы Живоначальной в Гостилицах (XVIII век)
10. Церковь Покрова Пресвятой Богородицы в Дятлицах
11. Лоцманская Никольская церковь-школа (1902 года) в стиле историзма.
12. Художественно-архитектурный и дворцово-парковый комплекс — музей-заповедник XVII—XIX век.
13. Усадьба Ломоносова (Усть-Рудица).
14. Усадьба Лопухинка в Лопухинке с радоновыми источниками
15. Деревянная усадьба Байковых.
16. Усадьба Зиновьевых в Копорье
17. Усадебный комплекс в Куммолово
18. Дача семейства Бианки, расположенная в Лебяжье
19. Поместье Алютино.
20. Усадьба Вороницкая в Воронино
21. Хорошо сохранившиеся деревянные дома постройки XIX века.
22. Центр Ораниенбаумского плацдарма в годы Великой Отечественной войны.
23. Форт «Красная Горка»
24. батарея «Серая Лошадь»
25. Памятник защитникам балтийского неба, который представляет собой закреплённый на постаменте советский штурмовик Ил-2.
26. Мемориалы на Дудергофской горе.
27. Художественный музей современного искусства.
28. Филиал железнодорожного музея
29. Горовалдайское озеро
30. Заказники «Лебяжий», Сюрьевское и Озеро Лубенское. (места стоянки перелётных водоплавающих птиц).
31. Камень «Бизон» (В 3 км от Ломоносова).
32. Валун «Русич» — самый большой в Ленинградской области ледниковый валун.
33. Горнолыжный курорт Туутари-Парк (деревня Ретселя)
34. Горнолыжный курорт на Дудергофских высотах (посёлок Можайский).

## Предприятия
- «Филип Моррис Ижора» — табачная фабрика
- Склад нефтепродуктов ЗАО «Санкт-Петербург Несте».
- ООО «СТ-Новоселье» — группа АО Специализированный застройщик «Строительный трест».
- АО «СевНИИГиМ».
- АП завод «Рассвет».
- Ломоносовское тароремонтное предприятие.
- ООО «Рыбоколхоз Прогресс».
- АО ПО «Парус».
- Ломоносовская типография.
- АОЗ «Ломоносовское автотранспортное предприятие».
- Ломоносовский авторемонтный завод.
- Бетонный завод «Стройресурс»